# 1080° Avalanche
1080° Avalanche é um jogo eletrônico de snowboard exclusivo para o GameCube, desenvolvido e publicado pela Nintendo. É uma sequência do 1080° Snowboarding para Nintendo 64.

## Jogabilidade
Como no jogo 1080° Snowboarding, a jogabilidde foca mais em correr do que em fazer manobras. Uma diferença entre os dois jogos é o "Avalanche": um evento final em cada desafio de corridas no qual o jogador corre para não ser engolido por uma avalanche, que pode ser desencadeada no meio ou até no início da corrida. Ao longo de mais de 20 fases, o jogador pode competir no modo principal, focar em manobras, testes de tempo, entre outros.
Diferentemente do primeiro jogo, cada atleta tem pranchas únicas, e até três novas pranchas podem ser desbloqueadas com pranchas bônus, que são objetos surreais no lugar das pranchas normais, incluindo um pinguim e um controle de NES.

## Desenvolvimento e lançamento
Logo após o lançamento de 1080° Snowboarding, em 1998, a Nintendo anunciou que a Left Field Productions assumiria os trabalhos para uma continuação no Nintendo 64. A pré-produção chegou a ser planejada, mas foi cancelada logo no início para que o desenvolvimento focasse já na então vindoura nova plataforma GameCube. Quando a Left Field encerrou seu contrato de exclusividade com a Nintendo, o trabalho deles voltou para a Nintendo e o jogo foi retrabalhado internamente para ser lançado como 1080° Avalanche em 2003 para o GameCube. O desenvolvimento do jogo foi gerido pelo estúdio estadunidense de desenvolvimento da Nintendo, o Nintendo Software Technology Corporation (NST).
O 1080°: Avalanche foi lançado em versões simples e duplas, com o segundo disco sendo um miniDVD com meia hora de imagens de snowboarding com imagens do próprio jogo com faixas da trilha sonora do jogo ao fundo. Esta versão era exclusiva do Walmart e se diferenciava pela presença de uma faixa vermelha na capa.

## Recepção da crítica
O jogo recebeu as notas 7,5; 7; e 5,5 no Electronic Gaming Monthly. Dan Hsu, o primeiro avaliador, enxergou falhas no sistema de manobras do jogo, enquanto que o terceiro avaliador, Shawn Elliott, criticou duramente o lançamento, acreditando que ele não poderia concorrer com SSX 3.